# Iraniobia salavatiani
Iraniobia salavatiani is een rechtvleugelig insect uit de familie Dericorythidae. De wetenschappelijke naam van deze soort is voor het eerst geldig gepubliceerd in 1957 door Bey-Bienko.